# Huesa
Huesa é um município da Espanha na província de Jaén, comunidade autónoma da Andaluzia, de área 137 km² com população de 2743 habitantes (2007) e densidade populacional de 19,86 hab/km².

## Demografia
| Variação demográfica do município entre 1991 e 2004 | Variação demográfica do município entre 1991 e 2004 | Variação demográfica do município entre 1991 e 2004 | Variação demográfica do município entre 1991 e 2004 |
| --------------------------------------------------- | --------------------------------------------------- | --------------------------------------------------- | --------------------------------------------------- |
| 1991                                                | 1996                                                | 2001                                                | 2004                                                |
| 2606                                                | 2764                                                | 2732                                                | 2743                                                |